# Chrysotus peculiariter
Chrysotus peculiariter är en tvåvingeart som beskrevs av Negrobov, Tsurikov och Maslova 2000. Chrysotus peculiariter ingår i släktet Chrysotus och familjen styltflugor. Inga underarter finns listade i Catalogue of Life.